# Misurata
Misurata (AFI: /mizuˈrata/; in arabo مصراتة‎?, Misrāta) è una città della Libia sul golfo della Sirte. È il capoluogo del distretto di Misurata, nella Tripolitania: con i suoi circa 400 000 abitanti è la terza città della Libia per popolazione dopo Tripoli e Bengasi.

## Geografia fisica
Misurata occupa una grande oasi, separata dal Mediterraneo da una striscia di dune costiere, a circa 4 km a nord si trova il promontorio di Capo Misurata, mentre 12 km più a sud è situato il porto di Qasr Ahmad ("Castello di Ahmad", detto anche "Misurata Marina") che di fatto costituisce un tutt'uno con Misurata.
La città si trova a circa 210 km a sud-est di Tripoli ed è ben collegata trovandosi sulla Via Balbia, strada nazionale litoranea che collega Tripoli con Bengasi. Da Misurata partono anche strade e piste verso l'interno (Sebha e Gadames). Poco distante dal centro della città in direzione sud si trova l'aeroporto.
La parte vecchia della città è caratterizzata da un'architettura di stile arabo con strade coperte ed archi stretti. La città moderna è invece una miscela di edifici turchi ed europei con giardini e viali.

## Storia
Le teorie sull'origine della città sono diverse. L'ipotesi più accreditata al momento è quella secondo la quale la città fu inizialmente fondata dai Romani come Tubartis intorno al III secolo d.C.; a tale epoca risale infatti l'insediamento di Gasr Banat. Successivamente, dopo la sconfitta dei romani , fu rifondata (probabilmente in una posizione leggermente diversa) dagli Arabi che conquistarono l'area nel VII secolo d.C. e conosciuta con il nome di Thubactis.
In quel tempo la città fungeva da centro di approvvigionamento per le carovane che attraversavano la regione.
A partire dal XII secolo accrebbe il suo ruolo commerciale interregionale e internazionale attraverso il porto di Qasr Ahmad. Perse importanza sotto la dominazione ottomana, in cui tornò ad un ruolo commerciale locale.
L'occupazione di Misurata avvenne l'8 luglio del 1912 nel corso della guerra italo-turca. Misurata fu abbandonata il 19 luglio 1915 a seguito della ribellione dei Senussi e quindi rioccupata dagli italiani il 26 febbraio del 1923 a seguito di una spedizione organizzata dal governatore della Tripolitania Giuseppe Volpi (insignito dal re del titolo di conte di Misurata, perché lì aveva una sua grande proprietà) e guidata dal Generale Pizzari.
Durante la Seconda guerra mondiale nel luglio 1942 ospitava la 103ª Squadriglia della Regia Aeronautica sui Caproni Ca.309 e fu occupata dagli inglesi nel gennaio del 1943.

### Epoca contemporanea
La città si è sviluppata notevolmente nel XX secolo grazie alla possibilità di sfruttare la grande falda acquifera presente nel sottosuolo. Già nel 1912 venne realizzato l'acquedotto dalla ditta Ing. Mazzola e Bonfiglio di Brescia. Successivamente la presenza della estesa falda acquifera artesiana fu individuata dal geologo italiano Ardito Desio nelle sue esplorazioni compiute tra il 1926 ed il 1935. Durante il periodo dell'occupazione italiana fu sviluppata notevolmente l'agricoltura tramite la piantagione di alcune migliaia di alberi da frutto, olivi e palme da dattero, che grazie all'irrigazione hanno consentito una notevole produzione che costituisce tutt'oggi una delle principali fonti economiche della città. L'economia è completata da industrie alimentari (oleifici), manifatture tessili, e artigianato (tappeti, cesti e ceramica).
Con l'avvento del regime insediatosi a seguito del colpo di Stato militare di Gheddafi del 1º settembre 1969, l'economia della zona ha subito un notevole impulso. Favorita dalla sua posizione geografica, Misurata ha sviluppato infrastrutture e servizi nel settore dei trasporti, energia elettrica e comunicazioni.
Dal 1979 un importante elemento dell'economia di Misurata e di tutta la zona è costituito dalla acciaieria della LISCO (Libyan Iron and Steel Company) di proprietà dello Stato libico, che è uno dei più grandi complessi siderurgici che operano nel Nordafrica.
Essa è anche la sede di altre imprese nazionali, come l'Azienda Libica dei Porti e l'Azienda Libica per l'Editoria la Distribuzione e la Pubblicità.
Durante la guerra civile libica del 2011 la città è teatro di una battaglia tra gli oppositori al regime di Muʿammar Gheddafi e i lealisti. La città, dal 23 febbraio stabilmente sotto il controllo dei ribelli, per più di due mesi è stata sottoposta ad un duro assedio da parte delle forze lealiste. L'assedio è terminato solo il 23 aprile, giorno in cui la città passa interamente sotto il controllo degli insorti.
Durante la seconda guerra civile libica Misurata si è schierata con il governo di Al-Sarraj e col tempo è divenuta la città militarmente più potente della Libia tanto che alcuni media l'hanno rinominata la "Sparta Libica".
Da Misurata provengono le milizie migliori dell'esercito di Al-Sarraj e sono schierate nella divisione "Scudo Libico"

## Galleria d'immagini

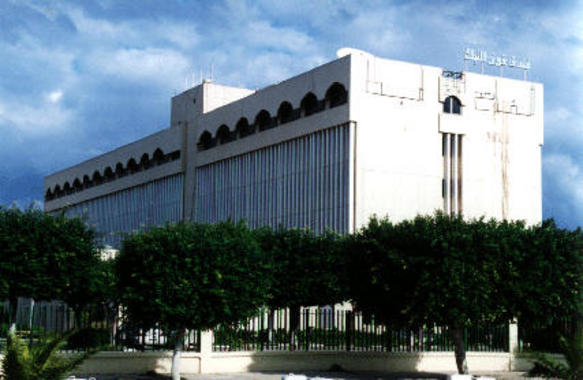
Hotel nella città moderna
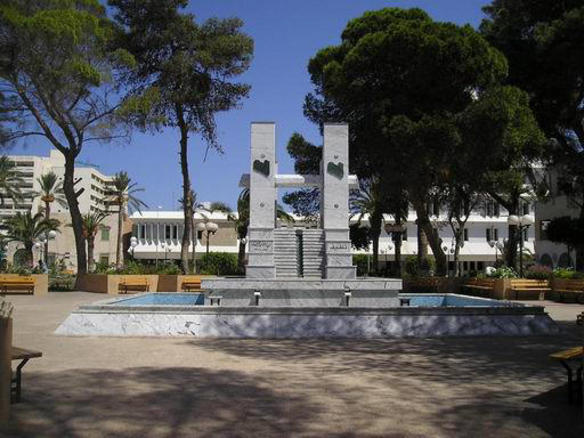
Fontana
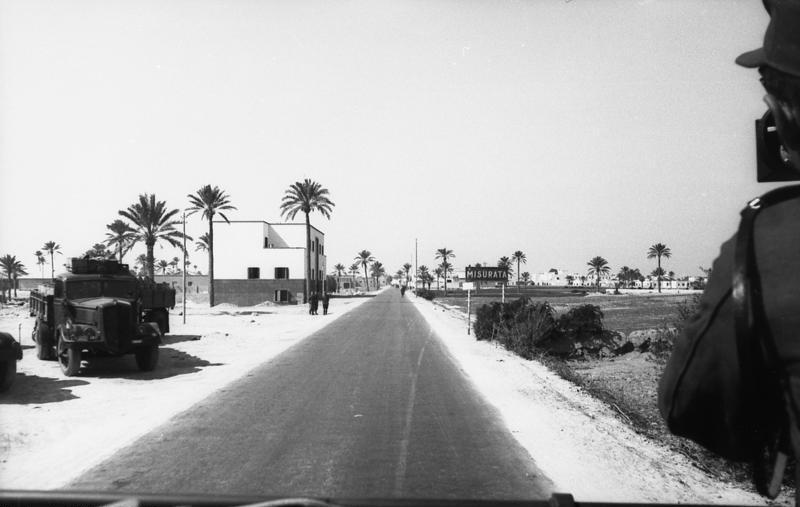
Accesso alla città di Misurata ripreso da un mezzo tedesco, 1941.